# Estiva (Minas Gerais)
Estiva is een gemeente in de Braziliaanse deelstaat Minas Gerais. De gemeente telt 11.426 inwoners (schatting 2009).

## Aangrenzende gemeenten
De gemeente grenst aan Bom Repouso, Cachoeira de Minas, Cambuí, Consolação, Pouso Alegre en Tocos do Moji.